# Еловцы (Упинское поселение)
 Еловцы — деревня в Смоленской области России, в Хиславичском районе. Расположена в юго-западной части области в 6 км к северу от Хиславичей, на правом берегу реки Сож.
Население — 7 жителей (2007 год). Входит в состав Упинского сельского поселения. 

## История
По данным справочников 1981, 1993 годов входили в Упинский сельсовет Хиславичского района.

## Достопримечательности
- Комплекс археологических памятников:
  - Городище в 1,2 северо-западнее деревни. Было основано днепро-двинскими племенами в 1-м тысячелетии до н.э. Впоследствии использовалось тушемлинскими племенами во второй половине 1-го тысячелетия н.э.
  - Курганная группа (45 шаровидных курганов высотой до 2,5 м) в 1 км северо-западнее деревни. Насыпаны кривичами в XI-XIII веках.
  - 3 кургана удлинённой формы южнее первой группы. Насыпаны в VIII-начале X века.